# Вертиго (танец)
Вертиго — один из стилей танцевального движения Электро дэнс. Появился предположительно в 2007 году. За основу движений вертиго взяты классические движения, выполняемые с большой скоростью, обычно под транс высокого темпа — от 140 ударов в минуту. Таким образом сформировался набор движений вертиго.
Выполняются элементы обычно в верхней части тела (т.е в области, расположенной выше грудной клетки) и над головой. Отличительными особенностями вертиго являются очень высокий темп, преобладание широких размашистых движений рук и корпуса над движениями ног.
Вертиго — один из немногих стилей electro-dance, требующих определенной физической подготовки и навыков (растяжка, хорошая координация движений, реакция) из-за быстрого ритма музыки и сложности выполняемых элементов.
В связи с тем, что Электро дэнс — молодое танцевальное движение, границы между его стилями окончательно не сложились. Поэтому иногда вертиго считают разновидностью или другим названием Hardstyle. Но не стоит путать Hardstyle Электро дэнса с Hardstyle шаффла.